# تنقيب البيانات التعليمية
تنقيب البيانات التعليمية (بالإنجليزية: Education Data Mining, EDM)‏ هو أحد التخصصات الناشئة ويُعنى بتطوير أساليب لاستكشاف الأنواع الفريدة من البيانات التي تؤخذ من البيئات التعليمية واستخدام هذه الأساليب في تحقيق فهم أفضل للطلاب والبيئات التي يتعلمون فيها. ويعتبر استخراج سجلات أداء الطلاب المخزنة على الكمبيوتر من المجالات الأساسية في هذا التخصص، كما أن استخراج بيانات التسجيل يعد مجالاً رئيسيًا آخر. تتضمن الاستخدامات الأساسية لاستخراج البيانات التعليمية التنبؤ بأداء الطلاب ودراسة عملية التعلم بهدف التوصية بإدخال تحسينات على الممارسة التعليمية القائمة. هذا ويمكن اعتبار استخراج البيانات التعليمية واحدًا من علوم التعلم ومجالاً من مجالات استخراج البيانات، هذا ويعد تحليلات عملية التعلم من المجالات ذات الصلة به.

## أساليب تنقيب البيانات التعليمية
هناك ارتباط بين أنواع أساليب تنقيب البيانات التعليمية وأساليب استخراج البيانات عمومًا ولكن مع بعض الفروقات التي ترجع إلى الخصائص الفريدة للبيانات التعليمية.
يصنف ريان بيكر  مجالات استخراج البيانات التعليمية كما يلي:
- التنبؤ
  - التصنيف
  - الانحدار
  - تقدير الكثافة
- تجميع
- استخراج العلاقات
  - استخراج قواعد الارتباط
  - استخراج الارتباط
  - استخراج الأنماط التسلسلية
  - استخراج البيانات السببية
- تصفية البيانات للوصول لقرار بشري
- استكشاف النماذج

يقول بيكر وكالينا ياسيف أن لاستكشاف النماذج أهمية خاصة في استخراج البيانات التعليمية مقارنة باستخراج البيانات بشكل عام، فمن خلال استكشاف النماذج، يتم تطوير نموذج لظاهرة ما من خلال أية عملية يمكن إثباتها بطريقة ما (تكون في أغلب الأحيان بالتنبؤ أو هندسة المعرفة) ثم يستخدم هذا النموذج كعنصر في تحليل آخر مثل التنبؤ أو استخراج العلاقات.

## تطبيقات تصنيف تنقيب البيانات التعليمية
للتصنيف تطبيقات كثيرة في التكنولوجيا التعليمية الحديثة، وفيما يلي قائمة بأهم المبادئ وأساليب التصنيف المستخدمة في تنقيب البيانات التعليمية والتي حررها كل من كريستوبال روميرو وسيباستيان فينتورا وميكولا بتشينسكي وريان بيكر.
- المبادئ الرئيسية
  - المصنف التمييزي أو الاحتمالي
  - دقة التصنيف
  - المطابقة المفرطة
  - الحدود الخطية واللاخطية للفئة
  - المعالجة المسبقة للبيانات
- أساليب التصنيف
  - أشجار القرار
  - مصنفات بايز
  - الشبكات العصبية
  - مصنفات الجار الأقرب (K-Nearest Neighbor)
  - أجهزة المتجهات الاعتمادية
  - الانحدار الخطي
  - المقارنة

## عملية الاستخراج من البيانات التعليمية
فيما يلي وصف لعملية تنقيب البيانات التعليمية التي حررها كريستوبال روميرو وسيباستيان فينتورا وميكولا بتشينسكي وريان بيكر.
تتألف عملية التنقيب من ثلاثة مجالات فرعية:
- فحص المطابقة
- استكشاف النماذج
- توسعة النموذج (مثل: إطار ProM)

عملية تنقيب مجموعة البيانات التعليمية:
- إعداد البيانات
- الاستخراج البصري باستخدام تحليل المخطط المنقط
- تحليل المطابقة
  - فحص المطابقة
  - التحليل المنطقي الوقتي الخطي (LTL)
  - عملية الاستكشاف باستخدام أداة استخراج التطابقات

## التطبيقات
هناك قائمة بالتطبيقات الرئيسية لتنقيب البيانات قدمها كريستوبال روميرو وسيباستيان فينتورا. في علم التصنيف، فإن مجالات تطبيق استخراج البيانات هي:
- تحليل البيانات وتصوير البيانات
- تقديم تعليقات لدعم المعلمين
- توصيات للطلاب
- التنبؤ بأداء الطلاب
- وضع نماذج للطلاب
- اكتشاف سلوكيات الطلاب غير المرغوب فيها
- تقسيم الطلاب إلى مجموعات
- تحليل الشبكة الاجتماعية
- تطوير خرائط المفاهيم
- إنشاء برامج منهجية
- التخطيط ووضع الجداول الزمنية

## مواقع النشر
تم نشر قدر كبير من أعمال تنقيب البيانات التعليمية في المؤتمر الدولي لتنقيب البيانات التعليمية الخاضع لمراجعة الأقران وتنظمه الجمعية الدولية لاستخراج البيانات التعليمية.
- المؤتمر الدولي الأول لاستخراج البيانات التعليمية (2008) - مونتريال، كندا
- المؤتمر الدولي الثاني لاستخراج البيانات التعليمية (2009) - قرطبة، إسبانيا
- المؤتمر الدولي الثالث لاستخراج البيانات التعليمية (2010) - بيتسبرغ، الولايات المتحدة
- المؤتمر الدولي الرابع لاستخراج البيانات التعليمية نسخة محفوظة 9 مايو 2021 على موقع واي باك مشين. (2011) - إيندهوفن، هولندا
- المؤتمر الدولي الخامس لاستخراج البيانات التعليمية نسخة محفوظة 8 مايو 2013 على موقع واي باك مشين. (2012) - خانيا، اليونان
- المؤتمر الدولي السادس لاستخراج البيانات التعليمية (2013) - ممفيس، الولايات المتحدة

يتم نشر أبحاث تنقيب البيانات التعليمية في دورية تنقيب البيانات التعليمية (Journal of Educational Data Mining)
كما يتم نشر كثير من أبحاث استخراج البيانات التعليمية بشكل معتاد في المؤتمرات ذات الصلة مثل الذكاء الاصطناعي والتعليم وأنظمة التعليم الذكية ووضع نماذج للمستخدمين والتخصيص التكيفي.

## استخدام تنقيب البيانات التعليمية في كأس كي دي دي
في 2010، تم عقد مسابقة كأس KDD التابعة لرابطة أجهزة الحوسبة (Association of Computing Machinery) التي تعني بمجال تنقيب البيانات التعليمية. وقد تم توفير مجموعة البيانات من قِبل متجر البيانات بمركز تعلم العلوم في بيتسبرغ وتضم ما يزيد عن مليون نقطة بيانات مأخوذة من طلاب يستخدمون البرنامج التعليمي المعلم الإدراكي (Cognitive Tutor). هذا وقد تنافس 600 فريق للفور بجائزة مالية قدرها 8000 دولار أمريكي تبرع بقيمتها موقع فيس بوك. وقد استخدم الفائزون أساليب الغابة العشوائية والشبكات البايزية وتقنيات إنشاء الميزات للتنبؤ الدقيق بأداء ما يربو عن نصف مليون إجابة لطلاب غير مرئيين.

## للاستزادة
- تحليلاتية التعلم
- تحليلاتية أكاديمية
- تمييز الأنماط
- تحليلات تنبؤية
- تنقيب في النصوص